# Hypourikemi
Hypourikemi är ett sjukligt tillstånd av alltför låga nivåer urinsyra i blodet. Det är ett mycket ovanligt tillstånd, och är inte i sig en sjukdom utan en markör på att det antingen är problem med utsöndringen eller med bildningen av urinsyra.
Hypourikemi förekommer vid inflammationer i tarmarna (ulcerös colit) och vid leversjukdomar, vid typ 2-diabetes (som också kan ge motsatsen hyperurikemi), AIDS,  njursvikt till följd av träning (i synnerhet personer från Japan med en särskild mutation), överdriven behandling mot hyperurikemi, mycket te eller kaffe, urindrivande läkemedel, hypotyreos, och giftstruma,